# جولیا ویلکینسون
جولیا ویلکینسون (به انگلیسی: Julia Wilkinson) (زادهٔ ۱۲ ژوئن ۱۹۸۷) شناگر اهل کانادا است.